# Jacques-François Menou
Jacques-François de Menou, barón de Boussay, posteriormente Abdallah de Menou (3 de septiembre  de 1750 – 13 de agosto de 1810) fue un estadista hombre de estado y militar francés de la Revolución francesa y las Guerras Revolucionarias francesas.

## Revolución francesa
Nacido en Boussay en Francia central en una familia aristocrática, era mariscal de campo en 1789 cuándo fue elegido por el Segundo Estado de la bailía de Turena ante los Estados Generales en 1789. Fue un noble liberal y apoyó las reformas de la Asamblea Nacional Constituyente, de la cual fue elegido secretario  en diciembre y presidente durante un mandato estándar de dos semanas (27 de marzo a 12 de abril de 1790). Fue miembro del comité diplomático.
Con el final de la Asamblea Nacional en septiembre de 1791, fue empleado como mariscal de campo en París y en el Ejército del Oeste. Luchó en la guerra de la Vendée en 1793.
Comandante de uno de las secciones de París el 1 Prairial III (20 de mayo de 1795), forzó la rendición del rebelde Faubourg Saint-Antoine.
General en jefe del Ejército del Interior, fue denunciado como traidor, juzgado y absuelto en 1795.

## Aventura en Egipto
En 1798, Menou mandó uno de las cinco divisiones del Ejército de Oriente en la campaña de Egipto. Después del asesinato de Jean-Baptiste Kléber (14 de junio de 1800), Menou le sucedió al frente del ejército de Egipto como general en jefe. No fue tan popular como Kléber y le faltó el apoyo de sus oficiales. Se casó con la hija de un rico comerciante egipcio, convirtiéndose al islam y adoptando el nombre de Abdallah.
El 21 de marzo de 1801, Menou estuvo al mando de la fuerza expedicionaria francesa que se enfrentó al desembarco británico en La Muiron. Fue vencido y Menou se retiró a Alejandría, donde se tuvo que rendir el 30 de agosto de 1801 tras un sitio. 
Menou pudo lograr la repatriación de sus fuerzas, pero tuvo que hacer concesiones a los británicos como entregar la piedra Rosetta, descubrimiento del capitán Pierre-François Bouchard y llave para entender la escritura jeroglífica.

## Político del Imperio
Menou fue nombrado como miembro del Tribunato el 27 de Floreal del año X (17 de mayo de 1802). Poco después fue nombrado Administrador de la 27.ª División Militar (Piamonte). Fue nombrado miembro de la Legión de Honor el 19 de Frimaire de XII (11 de diciembre de 1803) y un Oficial Magnífico de la Orden 25 de Prairial de XII (14 de junio de 1804). Fue nombrado conde del Imperio en 1808.
Sus mayores contribuciones al Imperio francés tuvieron lugar en Italia. Fue nombrado Caballero de la Orden de la Corona de Hierro el 23 de diciembre de 1807, poco después de su nombramiento como Gobernador de Venecia. Murió en dicho cargo el 13 de agosto de 1810, en la Villa Corniani, cerca de Mestre.
El nombre de Menou está inscrito en el Arco de Triunfo de París, en el lado sur. Con Zobeida El Bawab, tuvo un hijo llamado Jacques Mourad Soliman (nacido el 28 de julio de 1800 en Rosetta, Egipto).